# Niesgrau
Niesgrau település Németországban, Schleswig-Holstein tartományban. Lakosainak száma 518 fő (2023. december 31.). Niesgrau Gelting, Stangheck, Esgrus, Sterup és Steinberg községekkel határos.

## Népesség
A település népességének változása:
| Lakosok száma | 675  | 587  | 547  | 537  | 516  | 523  | 518  |
|               | 1975 | 2014 | 2017 | 2019 | 2021 | 2022 | 2023 |